# Corrhenes fulva
Corrhenes fulva là một loài bọ cánh cứng trong họ Cerambycidae.